# Prise au piège (série télévisée)
Pour les articles homonymes, voir Prise au piège.
Prise au piège est une mini-série dramatique française diffusée, en France, depuis le 4 décembre 2019 sur M6 et, en Belgique, depuis le 20 février 2020. Il s'agit de l'adaptation française de la série espagnole Derrière les barreaux  (Vis a vis), créée par Álex Pina, et aussi d'une adaptation de la série américaine Prison Break, créée par Paul Scheuring.
Une deuxième saison n’est pas prévue.

## Synopsis
Cette série raconte la vie d'une jeune femme qui se retrouve en prison après avoir été accusée d'homicide.

## Fiche technique
- Réalisation : Karim Ouaret
- Scénario : Cécile Berger et Olivier Kohn
- Adaptée de la série espagnole Vis à vis
- Production : Roman Turlure et Iris Bucher
- Musique : David Imbault
- Directeur de la photographie : Maximiliaan Dierickx
- Montage : Jean-Daniel Fernandez-Qundez et Nicolas Pechitch
- Costumes : Agnès Falque
- Repérages: Sébastien Giraud
- Sociétés de production : Quad Télévision
- Durée : 6 x 52 minutes
- Langue : français
- Pays : France
- Genre : Drame, Thriller
- Date de première diffusion :
  -  France : 4 décembre 2019

## Distribution
- Élodie Fontan : Anna Rivière
- Jean-Hugues Anglade : Vincent Rivière
- Manon Azem : Malika Douar
- Vincent Rottiers : Éric Rivière
- Samir Boitard : Nicolas Meyer
- Raphaëlle Bruneau : Sandrine
- Jeanne Bournaud : Valérie Cayatte
- Bruno Debrandt : David Cayatte
- Isabelle de Hertogh : Madeleine Leprince
- Pauline Gillet-Chassanne : Vanessa Leprince
- Steve Driesen : Docteur Novak
- Nicolas Van Beveren : Goran, petit-ami de Malika
- Laëtitia Eïdo : Lilas
- Olivia Harkay : Pascale (surveillante)
- Samuel Van Der Swalmen : Seb (surveillant)
- Dorothée Caby : Claire Rivière
- Frédéric Clou : Flic homme

## Production
L'ancienne prison-coupole de Breda (en), située au sud des Pays-Bas, a servi de lieu de tournage pour de nombreuses scènes,.